# Siepenbusch
Siepenbusch ist ein kleiner Stadtteil von Übach-Palenberg im Kreis Heinsberg. 
Der Ort besteht nur aus den drei Straßen Siepenbuschstraße, Heidfeldstraße und Püttstraße, an deren westlichem Ende der Rodebach fließt. Siepenbusch liegt an der L 42 zwischen Übach-Palenberg-Scherpenseel und Geilenkirchen-Teveren.

## Geschichte

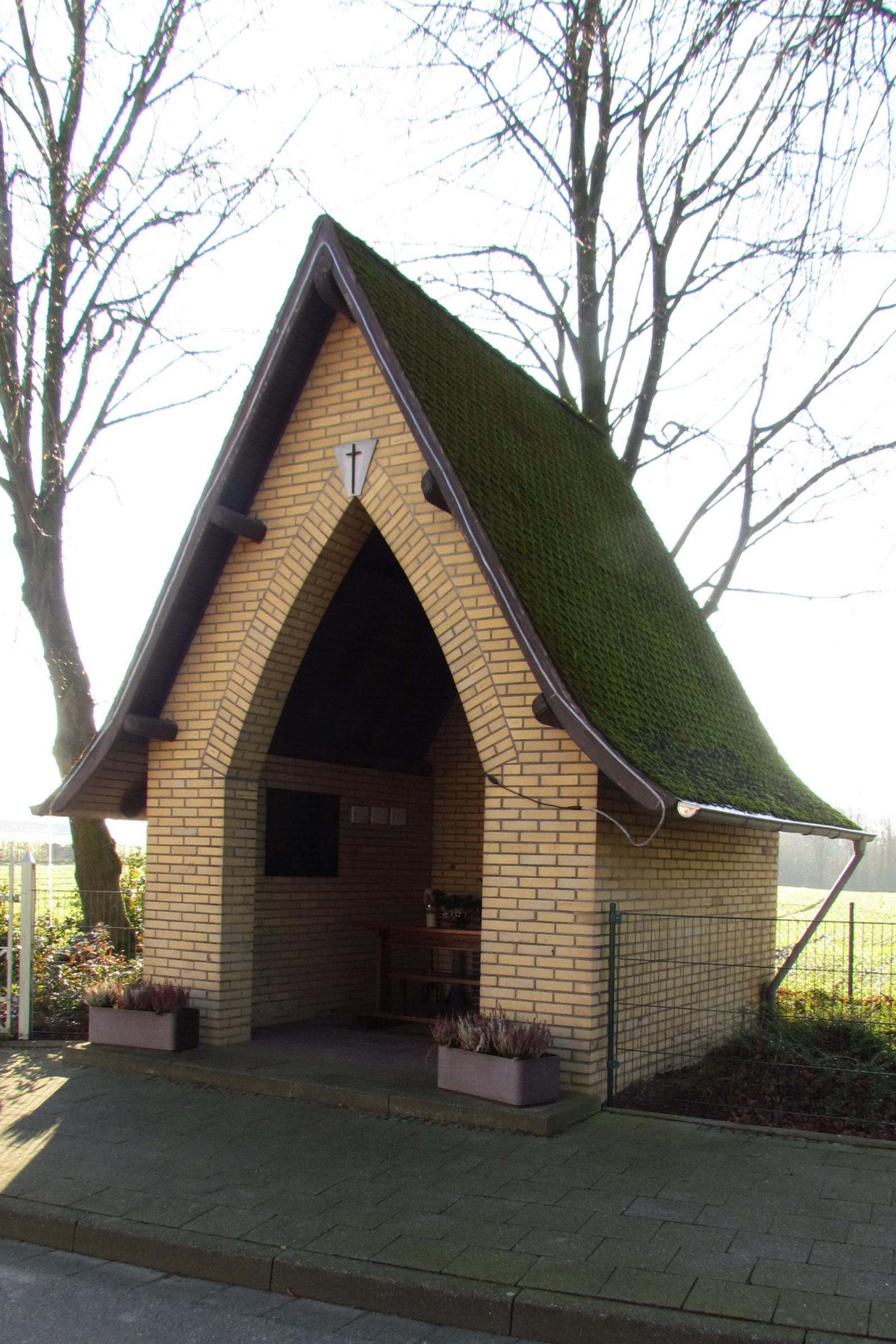
Kapelle in Siepenbusch

Am 31. Dezember 2006 lebten in Siepenbusch 110 Personen.

## Verkehr
Der nächste Bahnhof ist Übach-Palenberg an der Bahnstrecke Aachen–Mönchengladbach. Die nächsten Autobahnanschlussstellen sind „Alsdorf“ und „Aldenhoven“ an der A 44 sowie „Heinsberg“ an der A 46.
Siepenbusch ist wochentags mit der Buslinie 491 der WestVerkehr an das ÖPNV-Netz des Aachener Verkehrsverbundes angeschlossen. Abends und am Wochenende kann der Multi-Bus angefordert werden.
| Linie | Verlauf |
| ----- | --- |
| 491   | Geilenkirchen Bf – (Bauchem – Nierstraß –) Teveren – Grotenrath – Scherpenseel – (Siepenbusch – Windhausen –) Marienberg – Palenberg Bf (– Palenberg – Übach) |

## Vereine
- Dorfgemeinschaft Siepenbusch